# Rob Hollink
Rob Hollink (Enschede, 27 marzo 1962) è un giocatore di poker olandese.
Ha vinto un braccialetto delle World Series of Poker nell'evento #30 delle WSOP 2008, con un guadagno di $496.931.
Vanta inoltre un titolo EPT, conquistato a Montecarlo nel 2005.